# Sró
Sró là một xã thuộc tỉnh Gia Lai, Việt Nam.
Xã Sró có diện tích 209,76 km², dân số năm 2006 là 2.679 người, mật độ dân số đạt 13 người/km².